# 辽长铁路
辽长铁路，又称双白线，位于中华人民共和国吉林省中南部，线路北起长春市，接轨于双阳站，依次横跨伊通河、头道河、三道河，经由四平市伊通县城北部，南至辽源市东辽县，线路终点接轨于四梅线的白泉站，全长 97.146km。设计行车速度 120km/h。本线共设置车站6个，近期设双阳、伊通、建安及白泉等 4 个站，远期预留伊丹和足民站。双阳至白泉属吉林中西部铁路有限责任公司，双阳站属长双烟铁路有限责任公司。
辽源至长春铁路项目是吉林省政府2010年重点工程项目，2014年3月26日开工建设，2015年12月30日竣工。

## 历史
2009年8月11日，原铁道部与吉林省人民政府就进一步加快推进吉林铁路建设进行了会谈，并形成会议纪要，双方就加快推进新建辽源至长春铁路项目前期工作达成共识；2009年12月8日，新建辽源至长春铁路工程项目预可研通过审查；2010年2月20日，原铁道部和吉林省人民政府以铁计函[2010]172号文件下发《关于新建辽源至长春铁路项目建议书的批复》；2010年4月，吉林铁道勘察设计院有限公司完成该项目可行性研究报告，2010年5月可行性研究报告通过审查；2010年10月，吉林省生态环境厅以吉环审字[2010]270号批复了新建辽源至长春铁路工程环境影响报告书。环评报告书批复后，项目经过后续设计优化，建设方案有所调整；2010年12月31日，原铁道部和吉林省人民政府联合以铁鉴函[2010]1896 号下发《关于新建辽源至长春铁路初步设计的批复》； 2013年10月，吉林铁路勘察设计院有限公司完成该项目施工图设计，2014 年初，项目开工建设，于2015年12月建成通车。

### 开行旅客列车
以下数据截至2023年7月。不含临时旅客列车。
- 长春-梅河口K7571、K7572次列车